# Cyklopentanonidy
Cyklopentanonidy jsou organické sloučeniny, cyklické ketaly diolů s cyklopentanonem. V rámci léčiv se cyklopentanonidové skupiny vyskytují v amcinonidu triamcinolonacetátcyklopentanonidu.